# Вакерсдорф
Вакерсдорф (њем. Wackersdorf) општина је у њемачкој савезној држави Баварска. Једно је од 33 општинска средишта округа Швандорф. Према процјени из 2010. у општини је живјело 4.997 становника. Посједује регионалну шифру (AGS) 9376175.

## Географски и демографски подаци
Вакерсдорф се налази у савезној држави Баварска у округу Швандорф. Општина се налази на надморској висини од 422 метра. Површина општине износи 33,6 km². У самом мјесту је, према процјени из 2010. године, живјело 4.997 становника. Просјечна густина становништва износи 149 становника/km².